# Conan I
Conan I o przydomku Le Tort (Krzywy) (ur. 927, zm. 27 czerwca 992 pod Conquereuil), książę Bretanii i hrabia Rennes, syn hrabiego Rennes Judicaela Berengara, niektóre źródła podają jako jego pradziadka księcia Bretanii Erispoe.

## Życiorys
Władzę w Bretanii objął po wieloletniej wojnie toczonej z książętami Hoelem I i Guerechem. Po śmierci tego ostatniego w 988 r. Conan został księciem Bretanii. Niedługo później wdał się w wojnę z hrabią Andegawenii Fulkiem III. 27 czerwca 992 r. zginął w przegranej bitwie pod Conquereuil. Jego następcą został jego syn, Godfryd.
Żoną Conana była Ermengarda (zm. po 992), córka hrabiego Andegawenii Godfryda I (siostra Fulka III) i Adeli, córki Roberta de Meaux. Miał z nią następujących potomków:
- Godfryd I (980 – 20 listopada 1008), książę Bretanii
- Judyta (982 – 28 czerwca 1017), żona Ryszarda II Dobrego, księcia Normandii
- Judicael (zm. 1037), hrabia Porhoet
- Hernod